# Louis-Dominique Girard
Pour les articles homonymes, voir Girard et Louis-Dominique Girard (homonymie).
Louis-Dominique Girard (1911-1990) est le chef du cabinet civil du maréchal Pétain en 1944.

## Biographie
Fils d'Henri Girard (1877-1935), docteur ès lettres, historien du romantisme et administrateur de la Bibliothèque Sainte-Geneviève, il est lui-même licencié en Droit de la Faculté de Droit de Paris, spécialisé en Droit International et diplômé de l’École Libre des Sciences Politiques (1932). Après un long séjour à Genève comme secrétaire de l'Entraide universitaire internationale, séjour qui lui permet de découvrir l'Europe centrale et notamment l'Allemagne où il effectue de nombreux déplacements, il est reçu au concours d'administrateur de la Chambre des Députés. 
Il est l'auteur, sous le pseudonyme de Guillaume Ducher, d'un des premiers reportages parus en France sur le camp de concentration de Dachau, au nord-ouest de Munich (publié dans Lectures pour tous sous le titre « Les camps tragiques », mars 1934, p. 2-10), où il fait état des cruautés infligées aux prisonniers par le régime nazi.
Mobilisé au 101e R.I. en septembre 1939, il participe, dans une section de mitrailleuses, aux combats de mai et juin 1940, et, à Lucy-le-Bocage (Aisne), échappe de peu à la captivité ; décoré de la croix de guerre, il est renvoyé à la vie civile après l'Armistice. Transféré au Ministère de l’Intérieur par la mise en congé du Parlement, il est nommé à la Commission d'Armistice à cause de sa connaissance de l'allemand. Il devient chef de cabinet d'Henri Moysset, ministre d’État, et participe aux négociations secrètes entre Pétain et George VI. Sur demande de Moysset, il entre au cabinet de l'amiral Darlan nommé pour remplacer Pierre Laval, révoqué le 13 décembre 1940. Après le retour de Laval (mars 1942), il est chargé de mission auprès du préfet régional d'Anjou. Nommé chef du cabinet civil du maréchal Pétain, il est révoqué sur demande allemande juste avant la Libération. 
Dans son ouvrage La Chronique de Vichy, 1940-1944 (Paris, Flammarion, 1948), le journaliste et écrivain Maurice Martin du Gard évoque la figure de Louis-Dominique Girard : « Le Chef du Cabinet civil du Maréchal, l'adjoint de Jean Tracou et son cadet, est vraiment un Français libre ! Il n'a pas prêté serment au Chef de l'État et il a refusé la Francisque. Est-ce parce que Louis-Dominique Girard est Picard et " son pays " que Philippe Pétain ne lui en a pas tenu rigueur ? On prétend qu'il s'en est amusé et qu'il ne l'en aime que davantage. […] Avec ces derniers, il tient des collaborateurs qui ont une intelligence du pays réel et tout ensemble du pays légal qui lui ont probablement manqué dans les premiers mois de son établissement et l'année qui suivit. Voilà des esprits pondérés, dépourvus d'ambition personnelle, mais non d'expérience ni de prévision, qui offrent une résistance acharnée aux prétentions des nazis » (p. 427-428).
Entendu en février 1945 par la Commission d’épuration de la Chambre et du Sénat, il aura connaissance, en 1951 seulement, d’une sanction prononcée contre lui sans lui avoir été notifiée et qui se trouve assortie d’une mesure de radiation des cadres du personnel de l’Assemblée Nationale. Le 31 mai 1957, un arrêt solennel du Conseil d’État annulera ces décisions, les déclarant dépourvues de base légale, et lui rendra tous ses droits, cependant la décision ne sera pas appliquée. L'adoption de l'ordonnance du 17 novembre 1958 lui donne rétrospectivement raison, qui déclare le Conseil d'Etat seul compétent pour se prononcer sur la légalité des mesures individuelles concernant les agents des assemblées parlementaires.
Louis-Dominique Girard est l'auteur, entre autres ouvrages, du livre Montoire : Verdun diplomatique : le secret du Maréchal, dans lequel il explique et justifie la politique du maréchal Pétain. Récusant l'habituelle accusation de double jeu, il y défend la thèse de l'"attentisme" de Pétain, certain de la victoire des Alliés depuis Pearl-Harbor, le 7 décembre 1941, mais certain aussi, depuis juin 1940, qu'il sera condamné après la guerre, du fait de sa collaboration forcée, imposée par les circonstances, avec l'occupant.
Il est l'un des fondateurs de l'Association pour défendre la mémoire du maréchal Pétain (ADMP) et son secrétaire général de 1952 à 1954. Il rompt avec l'ADMP en 1966 à la suite d'un conflit avec Jacques Isorni, avocat de Pétain.